# کول ولی (آلاباما)
کول ولی (به انگلیسی: Coal Valley) یک منطقهٔ مسکونی در ایالات متحده آمریکا است که در شهرستان واکر، آلاباما واقع شده‌است. کول ولی ۱۱۱٫۸۶ متر بالاتر از سطح دریا قرار دارد.